# Juan Diego Castillo
Juan Diego Castillo Reyes (Cali, 13 de enero de 2003) es un futbolista colombiano que juega como portero en el Vitória Guimarães de la Primeira Liga de Portugal.

## Trayectoria

### Inicios y formación
Se formó en el Club Cardozo FC y en la Escuela Carlos Sarmiento Lora, en Cali. Participó en torneos regionales con la selección Valle y posteriormente fue convocado a procesos juveniles de Colombia.

### Fortaleza
Debutó profesionalmente el 1 de febrero de 2020, en un partido de la Primera B ante Tigres. En junio de 2021, fue incluido por el CIES Football Observatory como uno de los jugadores sub-20 más prometedores del mundo.

### Vitória Guimarães
El 1 de julio de 2025 firmó contrato con el Vitória Guimarães de la Primeira Liga de Portugal, hasta 2029.

## Selección nacional
Ha sido convocado por Colombia en categorías sub-15, sub-17 y sub-20. Fue parte del grupo que disputó el Mundial Sub-20 de 2023.

## Clubes
| Club              | País     | Año       |
| ----------------- | -------- | --------- |
| Fortaleza         | Colombia | 2020-2025 |
| Vitória Guimarães | Portugal | 2025-act. |